# コスタス・コンスタンティニディス
コンスタンティノス・コンスタンティニディス（ギリシア語:  Κωνσταντίνος Κωνσταντινίδης、1972年8月31日 - ）は、ギリシャとドイツの元サッカー選手、サッカー指導者。元ギリシャ代表。選手時代のポジションはDF。

## クラブ歴
西ドイツ・ショルンドルフ生まれ。VfBシュトゥットガルトの下部組織に在籍したが、その後ギリシャに亘った。1991年にSFKピエリコスで選手となり、OFIクレタ、パナシナイコスFCと移籍した。
1999年にブンデスリーガのヘルタ・ベルリンに加入。DFLリーガポカールのタイトルを得た。2002年3月にプレミアリーグのボルトン・ワンダラーズFCに期限付き移籍したが、2試合目で退場し合計3試合の出場に止まった。その後ハノーファー96、1.FCケルンに在籍した。
2006年にOFIクレタに復帰、翌年にネア・サラミス・ファマグスタFCに移籍し2008年に引退した。

## 代表歴
1995年9月20日のユーゴスラヴィア連邦共和国代表との親善試合で代表初出場。1997年9月6日のスロベニア代表戦で代表唯一の得点を決めた。2003年4月2日の北アイルランド代表戦が代表最後の試合となった。

## 指導歴
2009年3月10日に同年夏からのシュコダ・クサンティFCのコーチに就任が発表された。後にスカウト長となった。
2019年8月にギリシャ代表のテクニカルディレクターに就任。